# خورشیدگرفتگی ۳۰ ژوئن ۱۹۷۳
خورشیدگرفتگی ۳۰ ژوئن ۱۹۷۳ (به انگلیسی: Solar eclipse of June 30, 1973) یک خورشیدگرفتگی از نوع خورشیدگرفتگی کامل است. این خورشیدگرفتگی در تاریخ ۳۰ ژوئن ۱۹۷۳ میلادی (‎۹ تیر ۱۳۵۲ خورشیدی) روی داد که زمان اوج آن، ساعت ۱۱:۳۸:۴۱ به‌وقت ساعت هماهنگ جهانی بوده‌است. مدت زمان و طول این خورشیدگرفتگی ۷ دقیقه و ۴ ثانیه بود.